# Jozef Lieckens
Jozef Lieckens (* 26. März 1959 in Nijlen) ist ein ehemaliger belgischer Radrennfahrer.

## Sportliche Laufbahn
Lieckens gewann als Amateur 1980 das Rennen Bruxelles-Zepperen.
1981 siegte er bei Paris–Troyes, bei Gent–Wevelgem U23-Kattekoers sowie die Gesamtwertung und zwei Etappen beim Circuit Franco-Belge. Ab September 1981 startete Lieckens als Stagiaire und gewann beim Circuit du Port de Dunkerque und bei Grand Prix de Fourmies.
1982 wurde er Zweiter bei Schaal Sels Merksem und 1983 Dritter beim De Kustpijl und Achter beim Omloop Het Volk. 1984 wurde er Zweiter beim Grossen Preis des Kantons Aargau.
1985 war vermutlich das erfolgreichste Jahr von Lieckens, als er neben den Siegen Zweiter beim Amstel Gold Race und Grand Prix E3, Dritter beim Dwars door Vlaanderen, beim Omloop Het Volk, Fünfter bei der Flandern-Rundfahrt und Siebter bei Paris-Roubaix wurde. 1986 wurde er Zweiter in der Punktewertung der Tour de France hinter Eric Vanderaerden.
1987 erzielte er neben den Siegen einen zweiten Platz bei Paris–Brüssel.
1989 wurde er Achter beim Amstel Gold Race. Nach der Saison 1991 beendete er seine sportliche Karriere.

## Erfolge
1981
- Grand Prix de Fourmies

1982
- eine Etappe Tour Méditerranéen

1984
- zwei Etappen und  Meta Volantes-Wertung Vuelta a España[1]

1985
- Grote Prijs Jef Scherens
- Gesamtwertung und eine Etappe Tour de Picardie
- eine Etappe Belgien-Rundfahrt
- Zwischensprint-Wertung Tour de France

1986
- Grand Prix de Fourmies
- Grote Prijs Jef Scherens
- Dwars door West-Vlaanderen - Johan Musseuw Classics
- eine Etappe Luxemburg-Rundfahrt
- eine Etappe Belgien-Rundfahrt
- eine Etappe Driedaagse De Panne
- zwei Etappen Zuipporde

1987
- Omloop van de Westkust-De Panne
- zwei Etappen Quatre Jours de Dunkerque
- zwei Etappen Luxemburg-Rundfahrt
- zwei Etappen Vuelta a Lloret del Mar

1988
- zwei Etappen Quatre Jours de Dunkerque

1989
- eine Etappe Euskal Bizikleta

## Wichtige Platzierungen
| Grand Tour            | 1984 | 1985 | 1986 | 1987 | 1988 | 1989 | 1990 | 1991 |
| --------------------- | ---- | ---- | ---- | ---- | ---- | ---- | ---- | ---- |
| Vuelta a EspañaVuelta | 73   | –    | –    | –    | –    | –    | –    | –    |
| Tour de FranceTour    | –    | 130  | 129  | 132  | –    | DNF  | –    | –    |

| Monument           | 1983 | 1984 | 1985 | 1986 | 1987 | 1988 | 1989 | 1990 | 1991 |
| ------------------ | ---- | ---- | ---- | ---- | ---- | ---- | ---- | ---- | ---- |
| Mailand–Sanremo    | 79   | –    | 15   | –    | 136  | 75   | –    | –    | –    |
| Flandern-Rundfahrt | –    | 13   | 5    | –    | 16   | 17   | 11   | 55   | –    |
| Paris–Roubaix      | 18   | –    | 7    | –    | 22   | –    | 13   | –    | –    |